# Ocrasa tripartitalis
Ocrasa tripartitalis is een vlinder uit de familie van de snuitmotten (Pyralidae). De wetenschappelijke naam van de soort is voor het eerst geldig gepubliceerd in 1871 door Herrich-Schäffer.